# Муваталлис II
Мувата́ллис II (Муваталли II) — царь Хеттского царства, правил приблизительно в 1295—1272 годах до н. э. Сын Мурсили II.
Сохранился договор Муваталлиса с неким Алаксанду — приёмным сыном Куккунни, царя одного из древних городов-государств под названием Вилуса (предположительно, древняя Троя). Алаксанду, права которого на престол Вилусы были довольно шатки, чтобы утвердиться на нём, прибег к помощи Хеттского царя. Мурсили выдал свою сестру Массануццию замуж за правителя «Страны Реки Сеха» Мастури. В Сирии Муваталлис возобновил «украденный» кем-то договор с царем Халеба Тальми-Шаррумой.

## Война с Египтом

Царская печать Муваталли II

Но главным событием его царствования была война с Египтом. Фараон Сети I вторгся в хеттские владения в Сирии и подчинил страну Амурру. Прохеттски настроенный царь Амурру был свергнут с престола, а на его место фараон посадил верного ему Бентешину. Затем египтяне захватили и Кадеш. Во время своего последнего похода Сети, по-видимому, севернее Кадеша, встретился с главными силами хеттов. В происшедшем сражении египтяне одержали победу и захватили пленных и добычу. Однако победа Сети не была решающей, она не нанесла существенного ущерба Хеттской державе, хотя на время египетский контроль и распространился на часть Северной Сирии, включая города Катну и Тунип. Но к концу своего правления Сети потерял почти все свои северные завоевания, в том числе и Кадеш. После чего между Муваталли и Сети был заключен мирный договор, который скорее был лишь кратковременным перемирием.

## Битва при Кадеше

Заключительный этап битвы при Кадеше. Разбитое хеттское колесничее войско пытается переправиться через бурные воды Оронта. Хеттские пехотинцы, не участвовавшие в сражении, спешат на выручку своим тонущим соратникам. Воины царя Халеба пытаются оживить своего утонувшего правителя, перевернув его вверх ногами и вытрясая из него воду. Рельеф на стене Рамессеума

В 1284 году до н. э. новый египетский фараон, молодой Рамсес II во главе 25-тысячного войска предпринял поход в Сирию, к Кадешу. У стен Кадеша его встретила армия Муваталли. Согласно египетским источникам хеттская армия насчитывала 3500 колесниц с тремя воинами на каждой и примерно 17 тысяч пехоты. Общая численность хеттских воинов составляла около 28 тысяч человек. Но войско хеттов было донельзя смешанным и в значительной степени состояло из наемников. Кроме хеттских воинов, в нём были представлены едва ли не все анатолийские и сирийские царства: Арцава, Питасса, Маса, Лукка, Дарданяне (то есть троянцы), Каска, Киццувадна, Аравапна, Каркемиш, Халеб, Угарит, Нухашше, Кадеш и многие другие.
Введенный в заблуждение подосланными в египетский лагерь хеттскими лазутчиками, которые уверяли, что хетты отступили далеко на север к Халебу, Рамсес, не дожидаясь подхода всей армии, двинулся к Кадешу, только с передовым отрядом, где был внезапно атакован и окружен хеттскими колесницами. Египтяне понесли огромные потери, сам Рамсес чуть было не погиб в этом сражении. Спасению Рамсеса от неизбежного поражения способствовало лишь то, что хеттская пехота не смогла переправиться через бурные воды Оронта и не пришла на помощь своим колесничим.
Счастливая случайность — неожиданное появление на поле брани ещё одного отряда египтян, посланного ранее фараоном вдоль морского побережья для последующего воссоединения с основными силами у Кадеша, — несколько выправила положение и египтяне смогли продержаться до вечера, когда к Кадешу подошел арьергард основной египетской армии. Хеттские колесничие вынуждены были отступить на правый берег Оронта, понеся в свою очередь потери при переправе через реку.
На следующий день Рамсес вновь напал на хеттов, но сломить хеттскую армию не удалось и в этом сражении. Предложенное Муваталли перемирие, было принято Рамсесом и дало последнему возможность с честью отступить и благополучно вернуться в Египет. Хетты же продвинулись на юг и захватили страну Убу (то есть оазис Дамаска), ранее принадлежащий Египту, а также они вновь подчинили Амурру. Царь Амурру Бентешина был смещён со своего трона и отправлен в Малую Азию и только заступничество брата Муваталли Хаттусили спасло его от неминуемой смерти. На место Бентешины Муваталли поставил верного ему Шапили.
Видимо, чтобы быть поближе к театру военных действий, Муваталли перенёс свою резиденцию из Хаттусы в область Таттассу (вероятно, позднейшую Исаврию или Горную Киликию, то есть куда-то в район современных городов Караман — Эрегли). Муваталли до конца своей жизни вынужден был вести войну против египтян. Хетты потеряли города Дапур, Кадеш, Тунип и многие другие.